# Marie Boendermaker

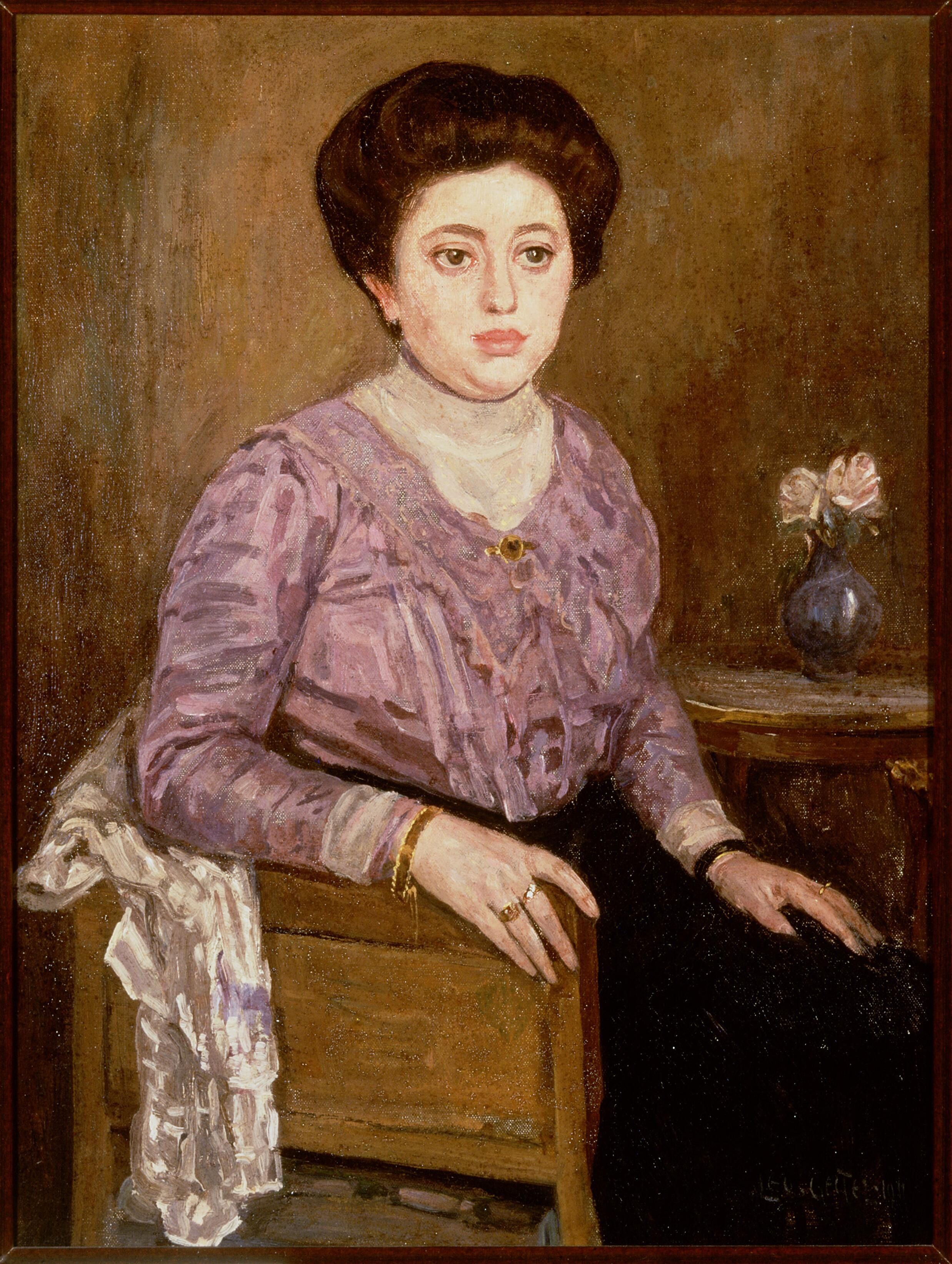
Portret van Marie Boendermaker (1911), door Leo Gestel.

Maria Johanna Everdina (Marie) Boendermaker-Schoenmaker (Hoorn, 7 augustus 1882 - Bergen, 12 februari 1957) was een kunstverzamelaarster en, samen met haar echtgenoot Piet Boendermaker, mecenas van de Bergense School.

## Biografie
Marie Schoenmaker werd in 1882 geboren, als dochter van Maarten Schoenmaker en Hendrica Akkerman. Zij trouwde in 1901 in Amsterdam met de kunstverzamelaar Piet Boendermaker. Hun zoon Kees Boendermaker werd kunstenaar. Hun dochter 'Zus' Maria Hendrika Cornelisse-Boendermaker (1901-1981) ging, net als haar ouders, kunst verzamelen.
In 1916 vestigde het echtpaar Boendermaker zich in Bergen, waar zij een kunstcentrum stichtten. In 1928 werd in de tuin bij hun woonhuis ook een kunstzaal, Zaal Boendermaker, gebouwd. Kunstenaars uit Bergen en omgeving waarvan het echtpaar werk verzamelde waren onder anderen: Leo Gestel, Arnout Colnot, Dirk Filarski, Piet Wiegman, Matthieu Wiegman, Charley Toorop, Else Berg en Mommie Schwarz. Marie Boendermaker werd door de Bergense kunstenaars Tante Marie genoemd. 
Piet Boendermaker overleed in 1947. Willem Sandberg, de toenmalige directeur van het Stedelijk Museum Amsterdam, schreef naar aanleiding van zijn overlijden: "Boendermaker, of liever de Boendermakers — want hier waren man en vrouw werkelijk één — vertegenwoordigen voor ons als het ware een periode in de Nederlandsche schilderkunst. Wij kunnen ons de Bergensche school niet indenken zonder dit echtpaar."
Na het overlijden van Piet Boendermaker werden het kunstcentrum en de Kunstzaal opgeheven. Marie Boendermaker bleef de kunstwereld echter een groot hart toedragen en ontbrak op geen enkele tentoonstelling van het nieuw opgerichte KunstenaarsCentrumBergen (KCB). Op haar 70-ste verjaardag werd Marie Boendermaker gehuldigd door zowel kunstenaars uit de eerste jaren van de Bergense School, als kunstenaars van de jonge generatie. Bij haar overlijden werd Marie Boendermaker "de moeder van de Bergense School" genoemd.

## Portretten
Marie Boendermaker werd geportretteerd door Leo Gestel en Jan Sluijters.